# Huân chương Lenin
Huân chương Lenin (tiếng Nga: Орден Ленина, Orden Lenina), được đặt theo tên của lãnh tụ của Cách mạng Tháng Mười Nga Vladimir Ilyich Lenin, là huân chương cao nhất được Liên bang Xô viết trao tặng. Huân chương được trao tặng cho:
- Những công dân có đóng góp nổi bật, lớn lao đối với đất nước;
- Những quân nhân đã xuất ngũ;
- Những người thúc đẩy tình hữu nghị và hợp tác giữa các dân tộc và hoà bình trên thế giới;
- Những nhiệm vụ vẻ vang đối với nhà nước và xã hội Xô viết.

Từ năm 1944 đến năm 1957, trước khi có quy định về huy chương cho thời gian phục vụ, Huân chương Lenin cũng được coi như là phần thưởng cho những người có thời gian hoạt động lâu dài, và đã được trao tặng để đánh dấu 25 năm phục vụ trong quân ngũ.
Những người được trao tặng danh hiệu "Anh hùng Liên bang Xô viết" và "Anh hùng lao động xã hội chủ nghĩa" cũng được trao tặng huân chương. Huân chương Lenin cũng được trao tặng cho các thành phố, công ti, xí nghiệp, vùng, đơn vị và tàu quân sự.
Việc trao tặng Huân chương Lenin được Ban Chấp hành Trung ương ra quyết định vào 6 tháng 4 năm 1930.

## Thiết kế

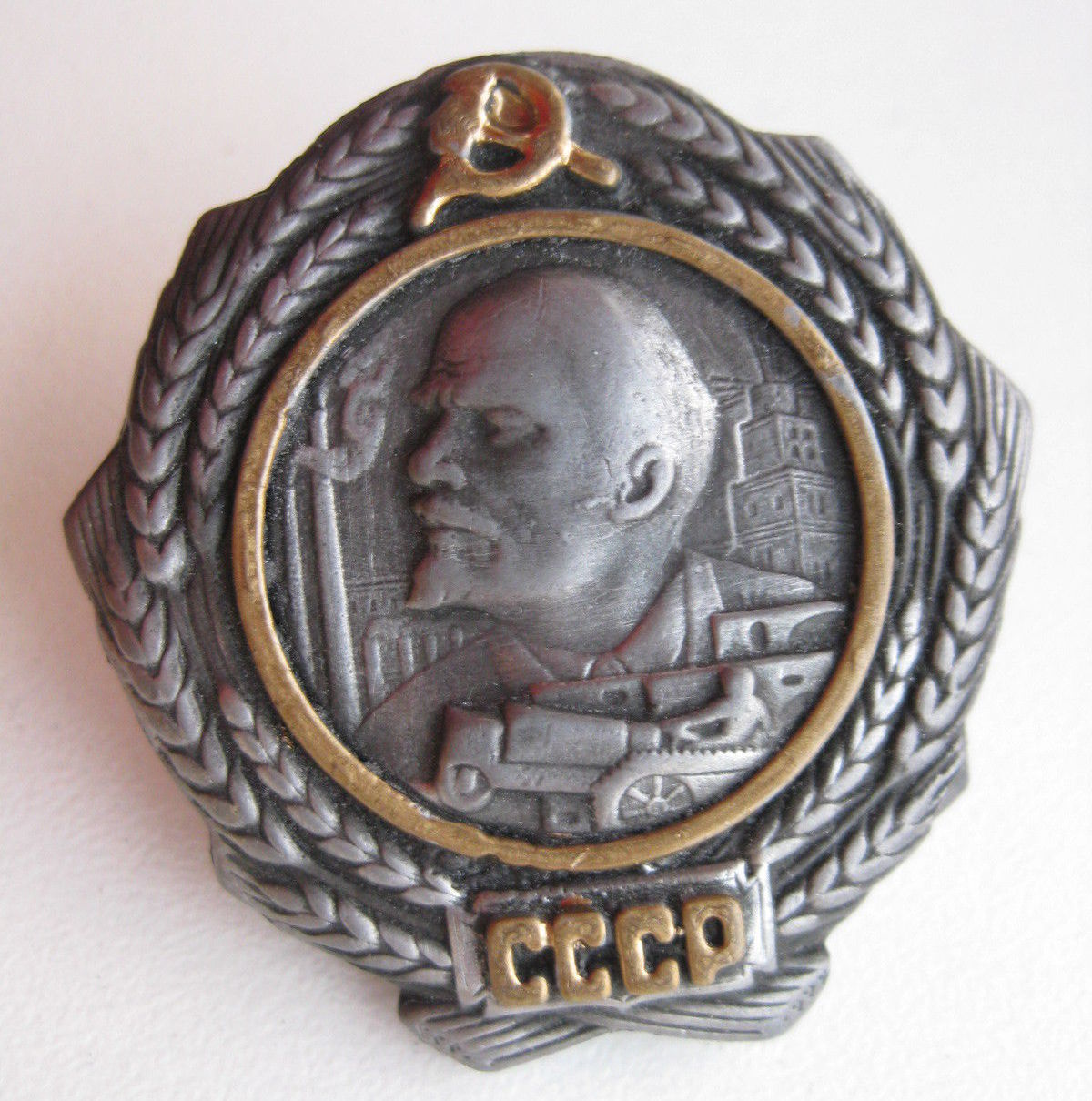
Mẫu 1930-1932
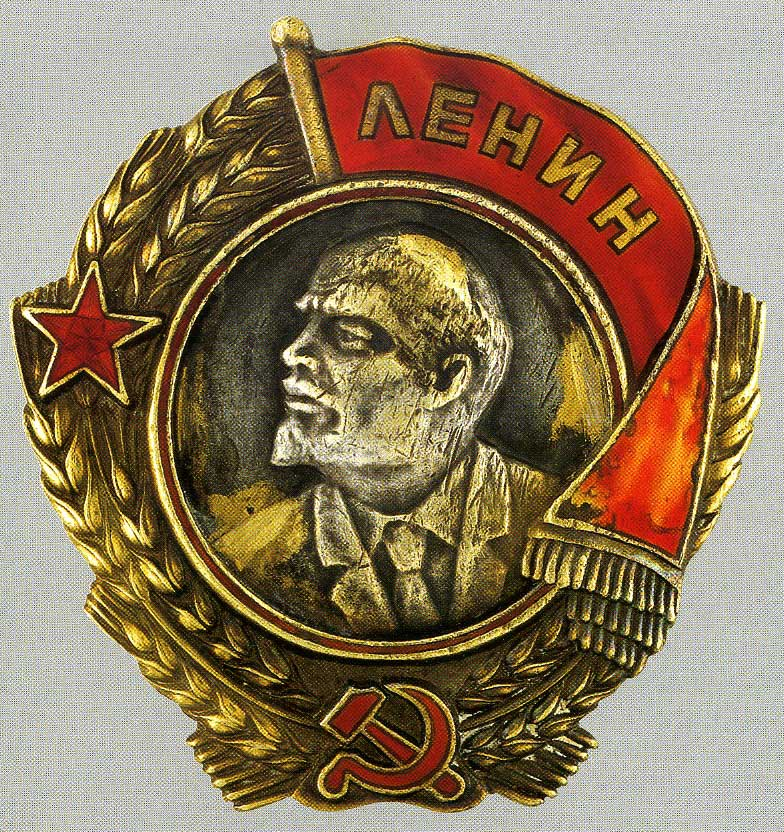
Mẫu 1934-1936
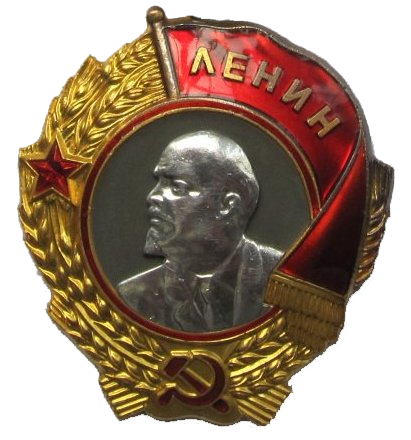
Mẫu 1936-1943
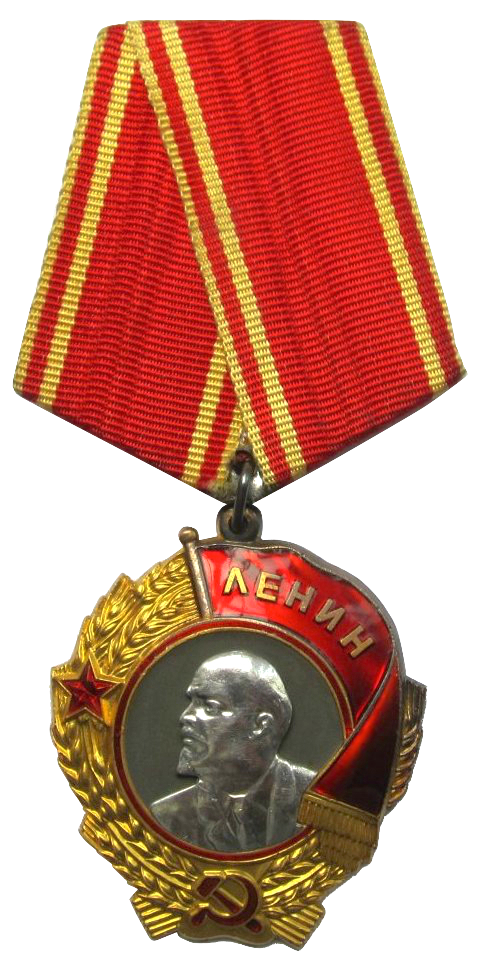
Mẫu 1943-1991

Chiếc huân chương Lenin đầu tiên được làm bằng bạc với một vài chi tiết được mạ một chút vàng. Đó là một huy hiệu tròn với một đĩa trung tâm thể hiện hình ảnh Lenin nhìn ngang, bao quanh bởi các ống khói, một chiếc máy cày và một toà nhà, hoặc cũng có thể là một nhà máy điện.Một viền mỏng màu đỏ và một vòng tròn các bông lúa mì bao quanh đĩa. Ở trên cùng là hình ảnh búa liềm mạ vàng, và ở dưới cùng là dòng chữ viết tắt tiếng Nga "CCCP" màu đỏ. Chỉ có khoảng 800 huân chương loại này được làm ra.
Mẫu thứ hai và cũng là cuối cùng được trao tặng từ năm 1934 trở đi. Đây là một huy hiệu bằng vàng đặc, bên trong là một đĩa men có in hình chân dung Lenin. Đĩa được bao quanh bởi hai bông lúa mì vàng và một lá cờ đỏ với chữ "LENIN" bằng chữ Cyrillic (ЛЕНИН). Một ngôi sao vàng được đặt ở bên trái và biểu tượng búa liềm ở dưới cùng, cả hai đều bằng men đỏ.
Huân chương ban đầu được đeo bằng đinh ốc bên ngực trái mà không có dải băng. Sau đó, người ta đeo huân chương bằng một dải băng đỏ với những dải màu vàng ở ngoài rìa (xem hình trên). Thanh ruy băng cũng có cùng thiết kế.
Chân dung của Lenin ban đầu được làm bằng bạc ghép vào bằng đinh tán. Sau một thời gian nó được gắn luôn vào một huy hiệu vàng. Nhưng cuối cùng nó lại được làm bằng platin tách rời ra cho đến khi Liên bang Xô viết tan rã vào năm 1991.

## Người và đơn vị được trao tặng
Huân chương Lenin đầu tiên được trao tặng cho báo Sự thật của Đoàn Thanh niên Cộng sản (Komsomolskaya Pravda) vào ngày 23 tháng 5 năm 1930. Trong mười đơn vị và người đầu tiên được trao tặng có 5 công ty công nghiệp, 3 phi công, và Bí thư Ban Chấp hành Trung ương Avel Enukidze. Người đầu tiên được trao tặng chiếc Huân chương Lenin thứ hai là phi công Valery Chkalov vào năm 1936. Một phi công khác là Vladimir Kokkinaki, trở thành người đầu tiên được nhận Huân chương thứ 3 vào năm 1939.
Năm người nước ngoài đầu tiên được nhân gồm một người Đức và bốn người Mỹ (một trong số người Mỹ đó là Frank Bruno Honey—vào ngày 17 tháng 5 năm 1932 được nhận phần thưởng vì đã góp sức kiến thiết nền công nghiệp và nông nghiệp Xô viết từ năm 1931-1934.
Kỉ lục người được nhận nhiều Huân chương Lenin nhất thuộc về Nikolay Patolichev, Bộ trưởng Thương mại Xô viết. Ông đã được trao tặng 12 lần. Những người khác cũng nhiều lần nhận huân chương là:
- 11 lần:
  - Dmitry Ustinov, Bộ trưởng Quốc phòng giai đoạn 1976-1984
- 10 lần:
  - Efim Slavsky, Thủ trưởng Sredmash, cơ quan phụ trách ngành công nghiệp hạt nhân giai đoạn 1957-1986
  - Aleksandr Yakovlev, kĩ sư thiết kế máy bay
- 9 lần:
  - Petr Dementiev, bộ trưởng Công nghiệp Hàng không giai đoạn 1953-1977
  - Vasily Ryabikov, nhân viên công nghiệp quốc phòng, đồng thủ trưởng (cùng với Sergey Korolev) của dự án Sputnik đầu tiên
  - Nikolay Semyonov, người đoạt giải Nobel hoá học năm 1956
  - Vasily Chuikov, tư lệnh Chiến tranh thế giới lần thứ hai
  - Ivan Papanin, nhà thám hiểm địa cực

Trong số các tổ chức và khu vực địa lý, 3 Huân chương Lenin được trao cho:
- Komsomol, Đoàn Thanh niên Cộng sản
- LOMO, Tập đoàn Cơ khí-Quang học Leningrad
- ZIL, nhà máy sản xuất ô tô
- Các nước Cộng hoà Xô viết Azerbaijan, Armenia, Kazakhstan và Uzbekistan
- Vùng Moskva

Huân chương Lenin cuối cùng được trao tặng vào ngày 21 tháng 12 năm 1991.
Tổng cộng có 431.418 huân chương được trao tặng.

## Liên hệ với văn hoá
Trong bộ phim "Cuộc săn tìm Tháng Mười Đỏ" (The Hunt for Red October), bác sĩ trên Tháng Mười Đỏ kể với thuyền trưởng con tàu, Marko Ramius (Sean Connery) rằng kế hoạch phá huỷ con tàu (và chết cùng các thủy thủ khác trên tàu) chứ không chịu để cho người Mỹ bắt được con tàu và công nghệ bí mật trên tàu, sẽ khiến ông được nhận huân chương.
Trong trò chơi điện tử Metal Gear Solid 3: Snake Eater, nhà khoa học Xô viết Aleksandr Leonovitch Granin mang ra các phần thưởng của mình, trong đó có Huân chương Lenin và kiêu hãnh nói rằng ông được phong tặng danh hiệu Anh hùng xã hội chủ nghĩa vì đã phát triển hệ thống tên lửa đạn đạo di động với tên gọi SS-1C (hay còn được biết đến với tên Scud).
James Bond nhận được huân chương trong bộ phim A View to Kill sản xuất năm 1985. Huân chương đó được tướng Anatol Gogol trao tặng vì đã cứu nguy cho ngành công nghiệp vi xử lý của nước Mĩ (và do đó, bằng việc phản gián, là ngành công nghiệp vi xử lý Xô viết), sắp bị huỷ hoại bởi tên hung ác Max Zorin. Bộ phim có nói rằng Jame Bond là công dân nước ngoài đầu tiên được trao tặng huy chương, mặc dù lịch sử thì không đúng như vậy. Các nhân vật khác trong phim Jame Bond thường đeo huân chương trên đồng phục.
Trong phim The West Wing, phần Somebody's Going to Emergency, Somebody's Going to Jail, Sam Seaborn, trong khi điều tra một vụ vu cáo điệp viên Xô viết, được Cố vấn An ninh Quốc gia, tiến sĩ Nancy McNally, thông báo về người vị cáo buộc đã được nhận Huân chương Lenin.
Trong bộ phim Indiana Jones và vương quốc sọ người (Indiana Jones and the Kingdom of the Crystal Skull), đại tá bác sĩ Irina Spalko nói rằng bà đã nhận được 3 huân chương Lenin vì biết mọi thứ trước tất cả những người khác.